# Aulús
Aulús (francès Aulus-les-Bains) és un municipi francès del departament de l'Arieja i la regió d'Occitània.